# Закшев (Ловицький повіт)
Закшев (пол. Zakrzew) — село в Польщі, у гміні Беляви Ловицького повіту Лодзинського воєводства.
Населення — 96 осіб (2011).
У 1975-1998 роках село належало до Скерневицького воєводства.

## Демографія
Демографічна структура станом на 31 березня 2011 року:
|          | Загалом | Допрацездатний вік | Працездатний вік | Постпрацездатний вік |
| -------- | ------- | ------------------ | ---------------- | -------------------- |
| Чоловіки | 42      | 6                  | 27               | 9                    |
| Жінки    | 54      | 10                 | 20               | 24                   |
| Разом    | 96      | 16                 | 47               | 33                   |